# Robert Randolph Bruce
Pour les articles homonymes, voir Robert Randolph.
Robert Randolph Bruce, né le 16 juillet 1861, et mort le 21 février 1942, est un ingénieur, propriétaire minier et un homme politique canadien. Il sert comme 13e lieutenant-gouverneur de la province de Colombie-Britannique de 1926 à 1931.

## Biographie
Né en Écosse, il étudie à l'université de Glasgow.